# 中关村站
中关村站是一个位于中国北京市海淀区海淀街道与中关村街道交界中关村大街中关村一桥南侧，属于北京地铁4号线的地铁车站，因地处中关村核心地带而得名。于2009年9月28日随地铁4号线开通正式投入运营。

## 位置
中关村站位于北四环西路于中关村大街－中关村北大街交汇的中关村一桥南侧，沿中关村大街呈南北向布置。

## 结构

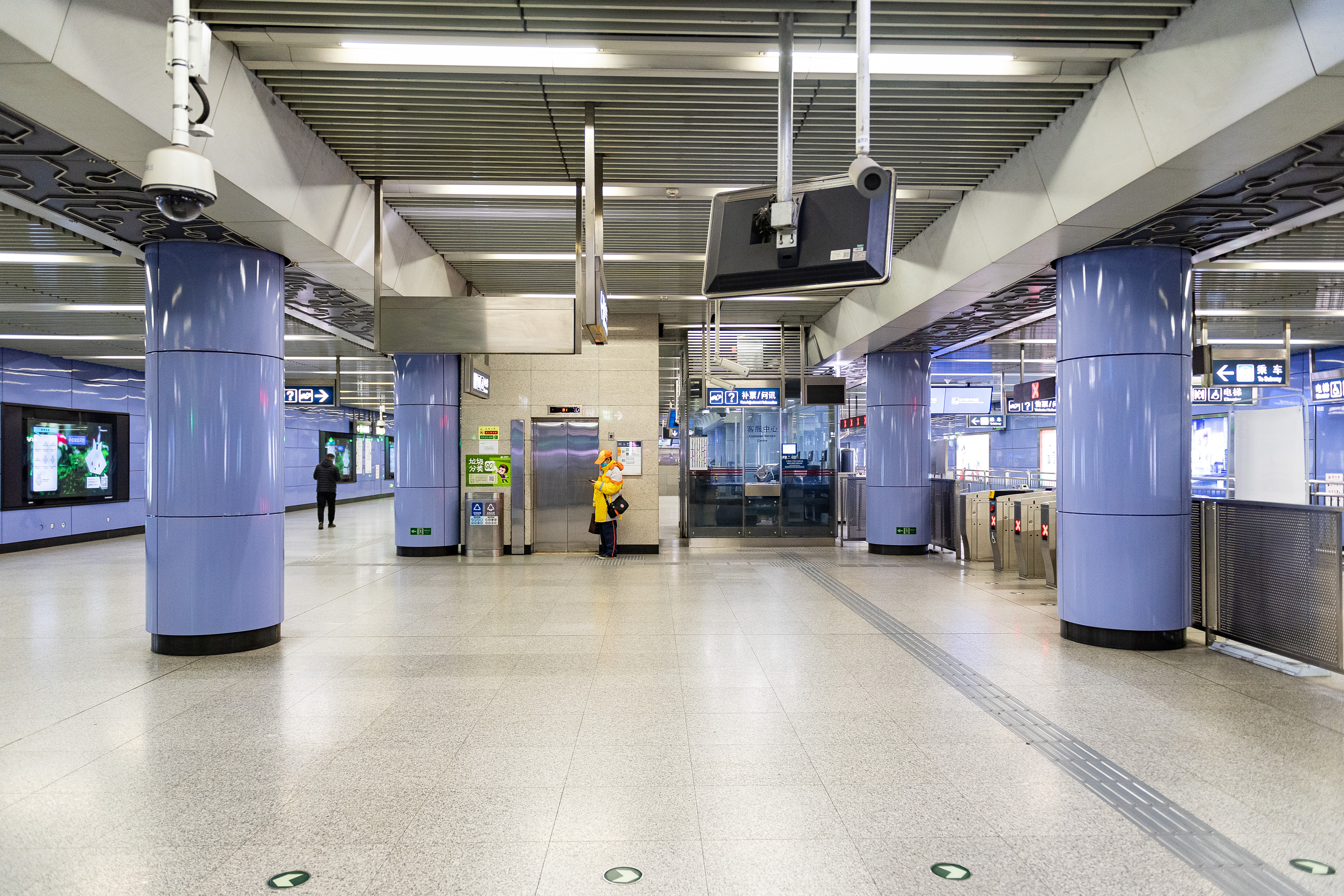
中关村站的站厅层（2021年3月摄）

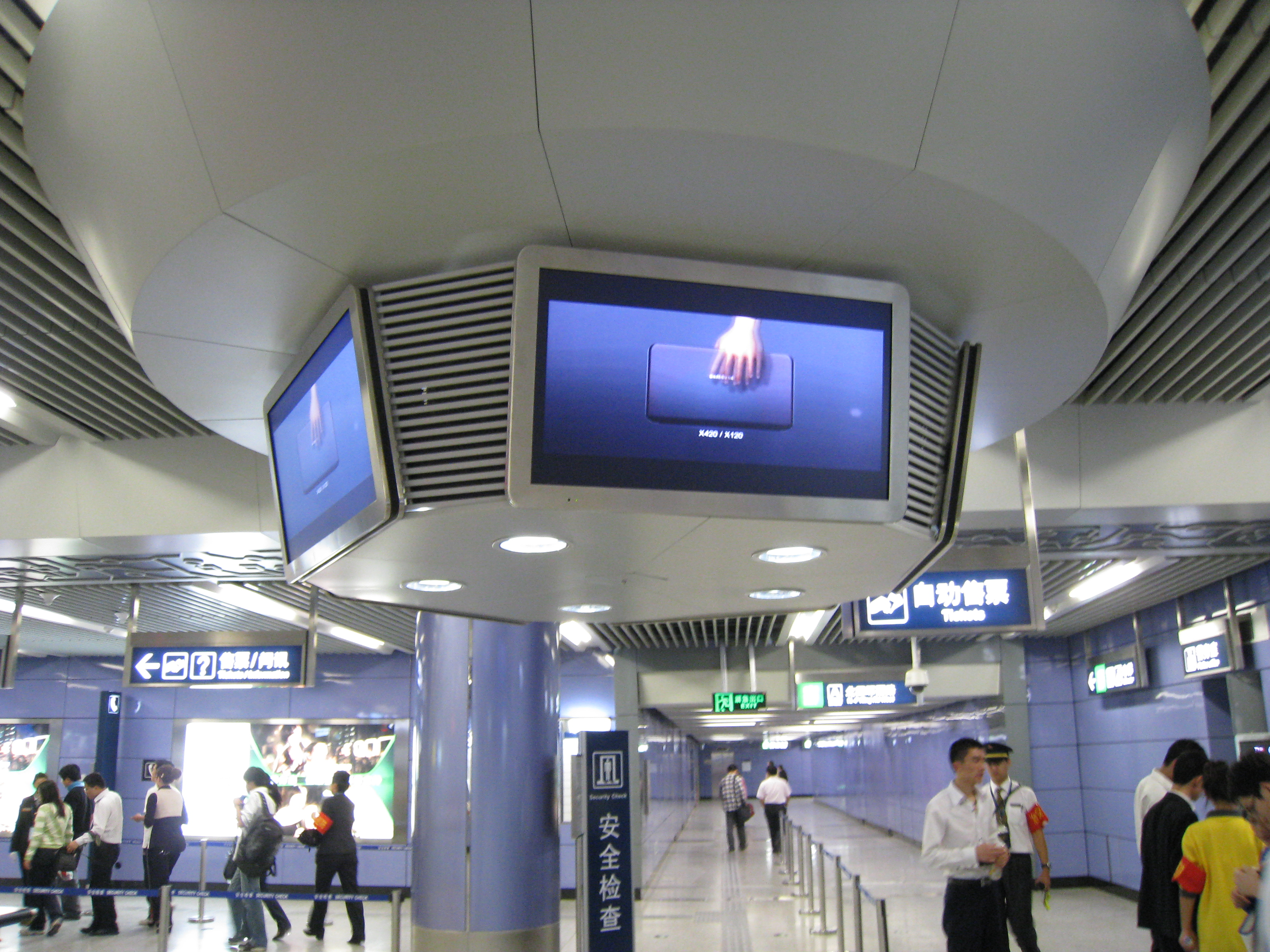
中关村站的五屏环——由5个挂在天花板上的LED显示屏构成的环（2009年9月摄）

### 车站楼层
中关村站为地下二层车站，地下两层三跨结构，岛式站台设计，总长179.9m，标准段总宽22.5m，主体结构采用盖挖逆作法施工。地下一层是互通式整体站厅，地下二层是站台层。站厅西接中关村站与中关村西区地下通道。 
站北侧设有存车线，可以特殊情况时停留待命的临时列车或用作区间车折返使用。
| 地面            | 街道                                  | A-E出入口                                     |
| 地下一层 站厅层 | 站厅                                  | 问讯/票务服务、自动售票机、自动取款机、警务室 |
| 地下二层 站台层 |                                       | █ 4号线往安河桥北（北京大学东门）             |
| 地下二层 站台层 | 岛式站台，左侧開门                    |                                               |
| 地下二层 站台层 | █ 4号线往天宫院（大兴线）（海淀黄庄） |                                               |

### 站台
中关村站设有1个岛式站台，位于中关村大街地底。通往站厅的直梯位于站台中部，车站卫生间设于站台北端。

## 出入口
中关村站共有7个出口：西北(A1)、西北(A2)（通向鼎好电子大厦）、东北(B)、东南(C1)（通向中关村科贸电子城）、东南(C3)、西南(D)、E口（通向鼎好电子大厦）。
|                           |                          |                                                                      |      |                |
| 编号                      | 指示                     | 建议前往的目的地                                                     | 照片 | 无障碍设施图片 |
| 出口 · A · 1 · 升降机标志 | 北四环西路               | 北四环西路（南侧）、北京大学五四体育活动中心、方正国际大厦           |      |                |
| 出口 · A · 2              | 中关村广场购物中心       | 北四环西路（南侧）                                                   |      | 不適用         |
| 出口 · B                  | 北四环西路               | 北四环西路（南侧）、中关村小区、中关村第二小学                       |      | 不適用         |
| 出口 · C · 1              | 中关村互联网教育创新中心 | 中关村大街（东侧）、中关村互联网教育创新中心、中关村科贸电子城       |      | 不適用         |
| 出口 · C · 3              | 中关村大街               | 中关村大街（东侧）、中关村医院、北京大学附属中学、中科大厦、黄庄小区 |      | 不適用         |
| 出口 · D                  | 中关村大街               | 中关村大街（西侧）、海龙大厦、中关村广场                             |      | 不適用         |
| 出口 · E                  |                          | 中关村大街（西侧）、鼎好电子大厦                                     |      | 不適用         |
| 註： 設有                 |                          |                                                                      |      |                |